# オマタかおる
『オマタかおる』は、週刊ヤングマガジンに連載されていた鈴木由美子原作の漫画、および漫画原作のテレビ朝日系列で1997年7月5日から8月16日にウイークエンドドラマ枠で放送されたテレビドラマである。

## あらすじ
いつも不幸に悩まされる主人公・世良香。そんな彼女にも小俣五郎という恋人がいる。しかし彼と結婚すると姓名が「小俣香（おまた・かおる）」となってしまう。その事が彼女にとって最大の不幸であり、最大の悩みなのだ・・・。

## 登場人物
世良 香(せら かおる)
主人公。ネガティブな方向に思い込みの激しい性格で、何かあるたびに悪い方向に曲解して大声で嘆き悲しむ。平凡な家庭で優しい両親のもとで育ち、自身も八頭身でスタイル抜群の美女と恵まれているのだが、本人の気分的には常に不幸のどん底である。五郎との結婚も、名前が「お股香る」（女性器が臭い）になると嘆いている。五郎に改姓を求めようと思ったこともあったが、「世良五郎だなんて為五郎みたいでカッコ悪い」と嘆き、考えを改めている。他の世良家の面々と同様やたら縁起を担ぐが、「五郎に手料理を作るときは裸エプロン」など、かなり方向がずれている。
小俣 五郎（おまた ごろう）
香の婚約者。平々凡々としたサラリーマン。五つ子の五男で、一郎、二郎、三郎、四郎という兄がいる。自らを不幸に思い、やたら縁起を担ぐ世良家の面々にぶんぶん振り回される。
世良 千代（せら ちよ）
香の母。名前が「フェラチオ」に聞こえると、世良家に嫁いだことを後悔している。
香の父
香の父で、千代の夫。やたらと縁起を担ぐ。香と五郎との結婚には反対している。

## テレビドラマ

### キャスト
- 世良香：小林千香子
- 小俣五郎：大沢健
- あゆみ：木下優
- 香の父：渡辺哲
- 香の母：上村依子
- 秘書：七瀬理香
- 渡辺絵里子
- 木村靖司
- 杉崎政宏（アクシャン）
- 矢木沢まり
- ほしのあき‐ ヒロインの同僚・百貨店店員役
- ナレーター：中村正

### スタッフ
- 原作：鈴木由美子
- 演出：中嶋豪・長谷川康
- 脚本：吉田玲子
- 音楽：桜庭統
- プロデューサー：五十嵐文郎・中嶋豪・加納譲治（テイクシステムズ）
- 製作著作：テレビ朝日

### 主題歌
- 『100メガトンの罪と嘘』（VANITY）

### サブタイトル
- レベル1の不幸「オマタかおるな不幸」
- レベル2の不幸「フィンガー5な不幸」
- レベル3の不幸「バージンな不幸」
- レベル4の不幸「イケてる彼氏な不幸」
- レベル5の不幸「サザエっちな不幸」
- レベル6の不幸「危険な情事な不幸」→リセット